# José Gómez Abad
José Gómez Abad (Pechina, 29 gennaio 1904 – Almeria, 13 marzo 1993) è stato un pittore spagnolo e uno dei principali esponenti del movimento indaliano.

## Biografia
José Gómez Abad mostra il suo talento artistico per la pittura fin dalla più tenera età. All'età di undici anni si iscrive a un'accademia d'arte nel quartiere storico di Almería, la Escuela de Artes (dove in seguito diventerà insegnante). Sebbene sia stato un autodidatta per tutta la vita, l'apprendistato iniziale ha gettato le basi per la sua carriera artistica.

### Sviluppo artistico
Nel 1941 si reca a Barcellona con sei dipinti che espone nella Galleria Layetana, la cui vendita gli consente di dedicarsi interamente alla pittura. Seguono mostre ad Almería sui temi delle nature morte, dei fiori e dei paesaggi. Negli anni Quaranta gode già di un certo sostegno a Barcellona, che gli permette di esporre frequentemente in luoghi come la Sala Augusta e la Galleria Layetana e di organizzare numerose mostre a Barcellona, Almería e in altre città spagnole, vincendo ad esempio un premio all'Esposizione Nazionale di Disegno di Granada nel 1944.

### Impegno di Indaliano
Nel 1946 aderisce al Movimento Indaliano su invito di Jesús de Perceval e nel 1947 si tiene il primo Congresso Indaliano a Pechina, sua città natale, dove viene fondata l'Academia Indaliana Artes y Bellas Letras de Almería. Partecipa anche alla prima mostra indaliana al Museo de Arte Moderno, tenutasi a Madrid nel 1947.

### Riconoscimenti e premi
Negli anni Cinquanta, Sessanta e Settanta espone alternativamente a Barcellona, Almeria e occasionalmente a Bilbao, Saragozza, Vitoria, Granada, ecc. Le mostre delle sue opere presso la Galleria Harvy o il Casino di Almeria sono un successo e godono di un grande riconoscimento popolare. , Nel 1990, il Consiglio comunale di Pechina lo nomina "hijo predilecto". Nel 1991 gli viene assegnato il quarto Premio Jesús de Perceval per le Arti Visive e l'Architettura, organizzato dalla Casa de Almería di Barcellona. 

## Stile
José Gómez Abad è stato un artista autodidatta specializzato in nature morte, tanto da meritarsi il soprannome di "pittore dell'uva". Per tutta la vita dimostrò un profondo attaccamento all'ambiente rurale, illustrando quadri con scene delle fattorie di Andarax, del quartiere di La Chanca, del paesaggio di Níjar e del deserto di Tabernas. Come curiosità, realizzò due costumi da corrida e una Virgen de la Mar per l'imprenditore José Artés de Arcos. 